# Джованні Делізе
Джованні Делізе (італ. Giovanni Delise, 1 листопада 1907 — 19 травня 1947) — італійський академічний веслувальник.
Олімпійський чемпіон 1928 року в складі розпашної четвірки зі стерновим.
Чемпіон Європи 1929, 1932, 1934 років у складі розпашної четвірки зі стерновим.